# Čopičaste plesni
Čópičaste plésni ali (znanstveno ime Penicillium) je rod gliv iz debla zaprtotrosnic, katerega predstavniki so pomembni pri sintezi antibiotikov, številne vrste pa so pomembne pri izdelavih sirov s plemenito plesnijo. V ta rod spadajo med drugimi naslednje vrste:
- Penicillium bilaiae,
- Penicillium camemberti, ki se uporablja pri pridelavi sirov camemberta in bria,
- Penicillium candida, ki se tudi uporablja v sirarstvu,
- Penicillium chrysogenum (staro ime Penicillium notatum), ki proizvaja penicilin,
- Penicillium glaucum, ki se uporablja pri pridelavi gorgonzole,
- Penicillium lacussarmientei
- Penicillium marneffei,
- Penicillium purpurogenum,
- Penicillium roqueforti, ki se tudi uporablja v sirarstvu,
- Penicillium stoloniferum,
- Penicillium verrucosum, ki proizvaja okratoksin A,
- Penicillium viridicatum, ki proizvaja okratoksin.